# Чербу (Вранча)
Чербу (рум. Cerbu) насеље је у Румунији у округу Вранча у општини Житија. Oпштина се налази на надморској висини од 731 m.

## Становништво
Према подацима из 2002. године у насељу је живело 243 становника, од којих су сви румунске националности.